# Klingelbrunnenschanze
Klingelbrunnenschanze – drewniana skocznia narciarska w niemieckiej miejscowości Arzberg o punkcie konstrukcyjnym K35.

## Historia
Skocznia została otwarta w 1927 r. z inicjatywy Artura Stöhra i miejscowych pionierów narciarstwa. Podczas II wojny światowej wieża najazdowa została zniszczona. Skocznia została przebudowana w 1947 roku.
W latach 50 odbywało się na niej wiele różnych zawodów. W 1956 roku została ponownie przebudowana i oddana do użytku. Obecnie nie jest używana. Skocznia należała do lokalnego klubu TS Arzberg.

### Informacje o skoczni
- Rok konstrukcji – 1927
- Punkt konstrukcyjny – 35 m
- Rekord skoczni: – 42 m  Heinrich Zapf